# Velika Arkana
Velika Arkana je dio proricateljskih i okultnih tarot karata koji se sastoji se od dvadeset i dvije karte poredane 0-21 i zapisane rimskim brojevima. Ilustracije na kartama Velike Arkane ne prikazuju samo objašnjenje imena svake pojedine karte, već obiluju simboličkim prikazima koji odražavaju potpuni astralni karakter. Osnovne korespondencije tarot karata, kod velike arkane su brojevi, astrološki znakovi, astrološki planeti, gematrijska vrijednost i odgovarajuće slovo hebrejskog alfabeta, čime se tarot povezuje s kabalom. Svaka od 22 karte predstavljena je brojevima, imenima i značenjima.
Karte Velike Arkane predstavljaju arhetipove, sveprisutne kozmičke energije koje opisuje sve aspekte ljudske naravi i života iz čega je nastao naziv Ludin put, jer prva arkana Luda predstavlja početak životnog puta, ali ujedno i njegov kraj, jer nosi broj 0, ali i broj 22 (XXII).
Pojam arkana je latinska množina imenice arcanum, što znači "tajna, otajstvo i misterij.

## Karte Velike Arkane
| Broj     | Ime                       | Slika |
| -------- | ------------------------- | ----- |
| 0 ili 22 | Luda                      |       |
| 1        | Mag (Čarobnjak)           |       |
| 2        | Visoka svećenica (Papisa) |       |
| 3        | Carica                    |       |
| 4        | Car                       |       |
| 5        | Papa                      |       |
| 6        | Ljubavnici                |       |
| 7        | Bojna kola                |       |
| 8 ili 11 | Pravda                    |       |
| 9        | Pustinjak                 |       |
| 10       | Kolo sreće                |       |
| 11 ili 8 | Snaga                     |       |
| 12       | Obješenik                 |       |
| 13       | Smrt                      |       |
| 14       | Umjerenost                |       |
| 15       | Vrag                      |       |
| 16       | Kula                      |       |
| 17       | Zvijezda                  |       |
| 18       | Mjesec                    |       |
| 19       | Sunce                     |       |
| 20       | Božji sud                 |       |
| 21       | Svijet                    |       |